# Cyornis montanus
Cyornis montanus (нільтава даяцька) — вид горобцеподібних птахів родини мухоловкових (Muscicapidae). Ендемік Калімантану.

## Таксономія
Даяцька нільтава раніше вважалася підвидом гірської нільтави, однак була визнана окремим видом в 2021 році.

## Поширення і екологія
Даяцькі нільтави живуть в гірських тропічних лісах Калімантану.